# 全国妇女理事会
全国妇女理事会（羅馬尼亞語：Consiliul Național al Femeilor，缩写为CNF）是罗马尼亚社会主义共和国历史上的一个全国性妇女组织，由罗马尼亚共产党领导。
1939年，成立妇女反法西斯委员会。1946年3月，第一次全国妇女代表大会召开，决定成立罗马尼亚民主妇女联合会（又称罗马尼亚反法西斯妇女联合会）；1948年2月，发展为统一的妇女组织——罗马尼亚民主妇女联盟；1953年，改名为罗马尼亚民主妇女委员会。1958年3月，第三次全国妇女代表大会召开，成立全国妇女理事会。
该组织的宗旨是组织和团结全国妇女，推动国家经济和社会发展目标的实现，维护妇女权益，创造条件以充分发挥妇女的作用，同时致力于青少年教育和国际妇女事务。全国妇女理事会主席是法定的政府成员，各级妇女委员会主任同时担任劳动人民委员会副主席。  
1989年12月，罗马尼亚政权更迭后，该组织解散。